# Jauz
Sam Vogel (Mill Valley, California, 2 de septiembre de 1993), más conocido por su nombre artístico Jauz, es un DJ estadounidense y productor de música electrónica de baile con sede en San Francisco, Estados Unidos. Fundó su propio sello, Bite This, en 2017.

## Vida
Vogel creció en el norte de California. Comenzó a tocar la guitarra y producir música electrónica en su computadora a la edad de 15 años. Fue a la escuela de producción de música Icon Collective. Anteriormente fue a una escuela de cine en la Universidad Loyola Marymount antes de decidir seguir una carrera musical, lo que lo llevó a inscribirse en Icon Collective. Comenzó a lanzar futuras canciones de la casa antes de adoptar el nombre artístico de Jauz. Su carrera comenzó cuando el compañero músico Kennedy Jones había tocado uno de sus remixes. Jones también le había presentado a su mánager, Moe Shalizi, que ayudó a Vogel a lanzar música en el sello discográfico de Borgore, Buygore.

## Estilo musical
Vogel produce chill trap, bass house y dubstep. También incorpora sonidos graves pesados similares a los estilos de los años 80 y 90. Vogel utiliza Ableton como su estación de trabajo de audio digital.

## Carrera

### 2013
Antes de comenzar su carrera profesional, usó "Escape Dubstep" como nombre artístico. Más tarde usó 'Jauz' porque pensó que era corto, simple y pegadizo a pesar de odiar la palabra. El nombre también fue descrito por Vogel como una palabra de argot para 'bullshit' y mentiroso. Comenzó su carrera cargando remixes. Sus canciones llamaron la atención de DJ conocidos como Diplo, Skrillex y Borgore.

### 2014
Lanzó el sencillo "Feel the Volume" a través del sello discográfico de Diplo, Mad Decent.

### 2015
Colaboró con Skrillex para lanzar el sencillo "Squad Out!" como parte de un programa También lanzó canciones en Monstercat y Spinnin' Records. En diciembre de 2016, colaboró con Diplo para remezclar la canción de MØ, "Final Song".

### 2017
En 2017, lanzó los sencillos "Claim to Be", "The Game", "I Hold Still", "Alpha" y "Ghost".
También fundó el sello discográfico Bite This el 6 de noviembre de 2017.

## Discografía
- The Wise and the Wicked (2018)[9]